# 穆罕默德·本·沙特
穆罕默德·本·沙特（死于1765年）德拉伊耶埃米尔，德拉伊耶酋长国和沙特王朝的建立者（沙特王朝以其父亲的名字命名）。穆罕默德·本·沙特于1727年至1765年在位。最初，穆罕默德·本·沙特的权力根基位于德拉伊耶。在此，他遇到了前来寻求保护的穆罕默德·伊本·阿布多·瓦哈比。1744年，双方结为同盟和亲家。穆罕默德·本·沙特利用瓦哈比的意识形态建立了沙特王朝。